# Sphex deplanatus
Sphex deplanatus är en biart som beskrevs av Kohl 1895. Sphex deplanatus ingår i släktet Sphex och familjen grävsteklar. Inga underarter finns listade i Catalogue of Life.